# بوزور آشور الثاني
بوزور آشور هو ملك آشور من سنة 1865 حتى سنة 1857 ق م، خلفه في الحكم إبنه نرام سين الآشوري.